# Bötzen
Das Dorf Bötzen ist ein Ortsteil der Gemeinde Jesewitz, im Landkreis Nordsachsen (Sachsen).

## Geographie und Lage
Bötzen liegt in der Leipziger Tieflandsbucht direkt an der B 87.
Es ist ein typisches slawisches Rundlingsdorf und liegt in einer Endmoränenlandschaft im Nordosten Leipzigs.

## Geschichte
Bötzen wurde 1156 das erste Mal urkundlich erwähnt in einer Schenkungsurkunde des Markgrafen Konrad von Wettin an das Kloster Petersberg bei Halle/Saale. Das Dorfleben war bäuerlich geprägt. Der Ort gehörte bis 1815 zum kursächsischen bzw. königlich-sächsischen Amt Eilenburg. Durch die Beschlüsse des Wiener Kongresses kam er zu Preußen und wurde 1816 dem Kreis Delitzsch im Regierungsbezirk Merseburg der Provinz Sachsen zugeteilt, zu dem er bis 1952 gehörte.
1912 wurde mit 112 Einwohnern der bisherige Höchststand in der Bevölkerungszahl festgestellt. In Anschluss an den Ersten Weltkrieg wurde das Kriegerdenkmal geweiht. Die Inschriften des Denkmals sind nach der grundlegenden Sanierung im Jahr 2016 wieder gut lesbar. Am 20. Juli 1950 erfolgte die Eingemeindung nach Jesewitz. Im Zuge der zweiten Kreisreform in der DDR im Jahr 1952 wurde Jesewitz mit seinen drei damaligen Ortsteilen dem Kreis Eilenburg im Bezirk Leipzig angeschlossen, welcher 1994 im Landkreis Delitzsch aufging.
Derzeit ist die Bauernhof GmbH der letzte landwirtschaftlich Haupterwerbsbetrieb im Ort. Aber auch die Nebenerwerbslandwirte geben nach und nach die Schafzucht auf.

## Dorfleben
Derzeit leben etwa einhundert Einwohner in dem Ort. Ein Großteil davon ist im örtlichen Verein „Bötzener Tradition e. V.“ organisiert, der mit Ausflugsfahrten und verschiedenen Aktivitäten die dörfliche Gemeinschaft stärkt.
Die Mehrheit der Bötzner Dorfjugend ist im seit 2008 bestehenden „BötzClub“ involviert, der gemeinsame Reisen und Eventbesuche unternimmt, z. B. die jährliche Fahrt zum Oktoberfest nach München.
Jährliche Ereignisse sind:
- Osterfeuer
- Dorffest
- Spieleabend
- Hammelessen
- Stollen schneiden in der Adventszeit